# Michael-Hakim Jordan
Pour les articles homonymes, voir Jordan.
Cet article possède un paronyme, voir Michael Jordan (homonymie).
Michael-Hakim Jordan, également connu sous le nom de Michael Jordan, né le 24 juin 1977 à Philadelphie, aux États-Unis, est un ancien joueur américain de basket-ball. Il évoluait au poste de meneur.